# Винсхотен
Винсхотен (нидерл. Winschotenо файле) — город на севере Нидерландов, в провинции Гронинген. Население Винсхотена на 1 января 2007 года составляло 18 518 человек. По 2009 год существовала и община Винсхотен, но в ходе административной реформы она была упразднена, а её территория вошла в состав образованной с 1 января 2010 года общины Олдамбт; Винсхотен стал административным центром новой общины.

## География
Винсхотен расположен в центральной части провинции Гронинген, на севере Нидерландов. Общая площадь составляет 22,24 км², из которых 21,66 км² — территория суши и 0,58 км² — водная поверхность.

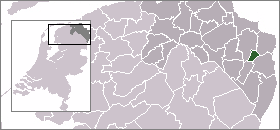
Положение муниципалитета Винсхотен на карте провинции Гронинген и Нидерландов

Винсхотен — столица района, носящего название "Oldambt", богатого плодородными почвами региона. Винсхотен получил право называться городом в 1825 году и стал последним городом в Нидерландах, получившим городской статус. Флаг города имеет три горизонтальные полосы белого и красного цветов, в соотношении 1:3:1, на белой полосе красным обозначен контур крепостной стены с девятью выступами. 23 мая 1973 года флаг был принят резолюцией муниципального совета города.
В Винсхотене есть железнодорожная станция до Гронингена и немецкого города Лер. Кроме того, через автостраду A7 Винсхотен связан другими местностями Нидерландов. Железнодорожная станция Винсхотен на линии Гронинген-Винсхотен-Nieuweschans была открыта 1 мая 1868 года. Это была вторая станция, построенная и введенная в эксплуатацию компанией «Maatschappij tot Exploitatie van Staatsspoorwegen» (MESS) и ставшая частью транспортного пути из Харлингена во Фрисландии до Nieuweschan (построенного в 1863—1868 гг.). На сегодняшний момент эти пути управляются кампанией «Arriva».

Карта муниципалитета Винсхотен

## Достопримечательности
На территории Винсхотена находилось около 13 ветряных мельниц, теперь осталось только 3. Эти мельницы принадлежат, либо общине, либо мельникам-любителям из числа местных жителей. Мельницы являются важной составляющей ландшафта Винсхотена, и жители приветствуют их сохранение, поскольку эта черта привлекает туда туристов.
Molen Berg, построена в 1854 году на Grintweg, оформлена молотым песком. Её первый владельцем стал J.D. Buurma. Необычное оформление крыльев с подвижными лепестками, близкими по виду к венецианским ставням было своего рода вызовом для того времени.
The Dijkstra Molen в the Nassaustraat была построена в 1862 году D.E. Dijkstra. В 1953 году внук первого владельца продал её муниципалитету. Она была реконструирована в 1982—1983 годах и затем в 1995—1996 годах была ещё раз отреставрирована.
Molen Edens, на Nassaustraat 14, была построена в 1763 году по чертежам Jurrien Balles и Antje Gerbrands. Позднее мельницей владели Jan Joesten и G. Eikema. Затем с 1855 по 1960 годы мельницей владели несколько поколений семьи Edens. Местный муниципалитет выкупил её в 1960 году. Это старейшая ветряная мельница во всей провинции Гронинген.
В Винсхотене несколько протестантских церквей, в том числе Собор Плимутских братьев. Старейшая из церквей датируется XIII веком и построена при смешении Романского и Готического стилей. На Marktplein есть Dutch Reformed church. Одиноко стоит построенная в XVI веке колокольня, изменяя линию горизонта в Винсхотене.
Церковь католиков освященная в честь святого Витта была построена Альфредом Tepe в 1880 году. Это неоготическая церковь с витражами выкрашенными Kocken и алтарем, выложенным песчаником из Freitag в Münster. Этот алтарь был в прошлом расположен в церкви святого Бонифация в деревеньке Nieuwe Пекела, муниципалитета Пекела. Когда эта церковь была разрушена, алтарь был перевезен в Винсхотен и поставлен в новую церковь.
Здесь также было развивающаяся еврейская община. В 1940 году Винсхотене была вторая по величине еврейская община в Нидерландах после Амстердама. В период второй мировой войны Винсхотен был транзитным пунктом для депортации в Германию евреев. После войны из 493 евреев, которые жили в Винсхотене в начале войны, выжили только 20.
С 1976 года здесь ежегодно на второй субботе сентября проходит один из старейших ультрамарафонов Нидерландов.